# Victor Frankenstein (phim)
Victor Frankenstein là một phim kinh dị khoa học viễn tưởng kỳ ảo của Mỹ năm 2015 dựa trên các bản chuyển thể đương đại từ cuốn tiểu thuyết Frankenstein ra mắt năm 1818 của Mary Shelley. Do Paul McGuigan đạo diễn và Max Landis viết kịch bản, phim có sự tham gia của James McAvoy vai Victor Frankenstein và Daniel Radcliffe vai Igor.